# 五术
五術指山（仙）、醫、命、卜、相。五術之稱來自1983年（民國72年）出版的《五術占卜全書》，譯自1973年出版的《中国正統五術占い全書》，作者是明澄派（透派）的張耀文和佐藤六龍。五術是張耀文在日本傳播方技術數時，所採用的一種分類方式，後來傳回臺灣。

## 概述

### 山（仙）
就是利用其含概靈修、養生、靜坐、武學、食療、築基、玄典、符咒等方術來修練肉體與精神，以培養完滿人生的精神為主的術法，研究人的身心雙方面的發展。因為多半在山中修業，所以稱為「山」道亦稱“仙道”。第一階段為玄典，接是養生，最後是修密。物心兩面的修養、鍛煉心身的術法。由修煉肉體和精神，加強心身為主的術法。
- 養生：是利用「天丹、人丹、地丹」的方法，以造成強身健體的階段。天丹法又叫「築基法」；人丹法又叫「房中術」；地丹法又叫「食餌法」。簡言之，以靜坐呼吸實行的方法為「築基法」；與異性交接而實行的方法為「房中術」；以膳食或漢方藥物的方法為「食餌法」。
- 食餌：餌是利用補藥酒及日常飲食以增進體能，治療疾病的一種食療方法。
- 辟穀：是道士用來修身的一種方法，通常在辟穀期間，不吃用火烹制的食物，只喝水和吃一些天然的食物，如桑椹、黃精等。
- 築基：築基是利用禪、靜坐法以控制精、氣、神，進而增進體力的一方法。
- 玄典：玄典就是研讀《老子》、《莊子》、《列子》之思想，進以清淨自己的心段的精神而達修身養性的一種方法。
- 拳法：拳法就是習練各種武術以增強體魄。
- 符咒：符咒就是掌握人心，避邪鎮煞，以達保安心思給予人類心靈上的寄托與治療。
- 丹鼎：利用靜座與呼吸法及食餌法的天地人三法，謀求身心雙方面之化的方術。
- 修密：藉著意念（是統一精神的行法）或符咒法術，以增強身心的能力階段。

### 醫
「醫」可分為三大類，《鍼灸》《方劑》《靈治》等三種方法，以達保持健康、治療疾病的一種學問，是以治療疾病為主體的術法。「醫」就是治病、保護的方術。這裡所謂的「醫」是指「中醫、漢醫」，「醫療」是保護人類的健康、治病的術語。
- 方劑：是使用藥劑治病的術法，又叫做湯藥，以漢方獨特之診斷法四診，是據「實虛、熱寒」等証來治療疾病的一種方術。以求治療人的疾病的治療方劑，又應用易卦去整理藥劑的處方。
- 鍼灸：鍼灸就是利用人的脈絡、氣血循環的原理以鍼和灸來治病。以診斷法四診，而決定証應六十四卦及十二支以鍼灸治病的醫術。
- 靈治：靈治就是利用掌握人的靈體氣脤，因氣行靈體不順導致生病，用大自然來靈治的醫術。如：「收驚」。另一種現代方術稱為「催眠」。

### 命
「命」的占術是卜算「人」的事體，因此須以人的「以生年月日時」為基本探求人之命運。其論命方式以紫微斗數、子平八字推命術、星平會海等方式來瞭解人生，以窮達自然法則，進而改善人命運的一種學問，「斷易推命」、「六壬推命」、「奇門推命」、「太乙推命」這些只能說是占術的運用，並不是「命」的主流。「命」是以推定人的命運，進而達到趨吉避凶的一種學問。
- 紫微斗數：是運用「虛星與天干、地支」的占術，由宋朝陳希夷仙人根據「河圖」「洛書」所創的占術。斗數派別可分為兩大主流：一是以《星系為主》；另一則以《四化為主》。《星系為主》以十四主星所組成六十星系，彼此互相干涉所產吉凶互應，經整理成《紫微星訣》為論理依據。《四化為主》以紫微星辰為經，飛星四化為緯，相互對待，互生體用，其論理依據《斗數秘儀》。

- 子平八字推命術：八字推命是運用「天干與地支」八字五行生剋刑沖推衍吉凶的占術。相傳於戰國鬼谷子用《前定命數》取其年干、時干為人論命，由唐朝李虛中整理《李虛中命書》以年為主為人推命，再經宋朝徐子平《淵海子平評註》改以日為人推命依據，後經明朝劉明溫《滴天髓》加以闡微。以生年、月、日、時為基礎，推出十干配合季節論其五行生克，占卜人之吉凶成敗禍壽夭。

- 星平會海：星平會海就是利用人之八字，以月亮、太陽為中心，來推人之命運的一種占術。

- 果老星宗：是運用「實星、虛星與天干、地支」的占術，不但需要天文學的知識使用實星，同時也用到虛星，算法極為複雜，其論斷先觀主曜，次察身星，當以二十八宿為本，十一曜為用，尊莫尊乎日月，美莫美於官福，貴賤定格，貧富論財，賢愚識其高卑，壽夭究其元氣，此先天之大要。

### 卜
所謂「卜」包括占卜、選吉、測局三種，其目的在於預測及處理事情，其中占卜的種類又可分為「周易占卜（文王卦）」及「六壬神課」。「卜」是以一種藉「事情發生的時間」、「占卜的時間」以及事情發生地點的「方位」，來推算事物的演變及判斷處置方式的一種學問。「卜」以事件為主的占術，是以某一時間與方位為基本，以研究事件發展的趨勢，以物體之狀態為主之占術。
漢代人流行觀察天象，用來推測國運和個人吉凶，並且出現了很多相關著作。這類著作叫做術數或數術。著名的有《漢書‧藝文誌》內《數術略》，為七略之一，包括了110種著作，2558卷。《數術略》又分為天文、歷譜、五行、蓍龜、雜占、形法六類。
- 占卜：包括斷易及六壬神課。斷易是以占得之六十四卦配合變爻加上日辰及月建來斷占卜事物吉凶的一種方術；「六壬神課」是以占卜時間的十二支、占卜月的季節、占卜日的干支時辰及其衍生之「虛星」來斷某種事物成敗吉凶的一種方術。
- 選吉：一般可用奇門遁甲：是以十天干及十二地支構成占術，以方位為生，來預測事物成敗吉凶之一種方式。
- 測局：一般可以太乙神數為之，來預測團體所為之事物吉凶成敗。

### 相
所謂「相」一般言包括：印相、名相、人相、宅相、墓相等五種，是觀察存在於現象界形象的一種術法。
- 印相：就是依使用目的來推算印章上，文字吉凶的一種學問。
- 名相：就是一般所謂的“姓名學（日语：姓名判断）”，是依姓名的形、音、義、筆劃數，來推算姓名吉凶。《清稗類鈔》稱為「相名」，是就人名所取之字，相其體之欹正疏密，音之陰陽清濁，義之吉凶向背」。近代「姓名學」始於日本維新時代中葉（1928年）的熊崎健翁（日语：熊崎健翁），他依據宋代蔡九峰的著作加以修訂而宏揚於當代。1936年，留學日本的日籍台灣留學生白惠文經熊崎氏同意，翻譯為漢文《姓名之命運學》、《姓名學之奧秘》等（瑞成書局出版）。姓名學流傳之後，各家理論紛紛出籠，對熊崎姓名學有所批判或革新，但其基本架構都圍繞在姓名筆劃吉凶和三才五行生剋的配置上。
- 人相：包括面相及手相二種，面相是以面為中心，以十二地支及星球所構成之理論來推算吉凶。手相是以掌為中心，以十天干和星球間之關係理論來推算吉凶。
- 宅相：宅相就是陽宅，是以十天干及十二地支之理論來推算房屋之吉凶。
- 墓相：墓相就是陰宅，是以十天干，十二地支及易學之理論來推算墓向及位置之吉凶。

陽宅和陰宅兩項合起來就是「風水學」。

## 外部連結
- . 馬來西亞易經網.   [2007-06-05]. （原始内容存档于2007-09-28） （中文（简体））.